# Hrvatski pisci iz BiH, F
- Stanislav Femenić (Careva Ćuprija, Zavidovići, 8. listopada 1924. - Zagreb, 24. listopada 2012.). Pjesnik i pripovjedač za djecu.
- Filipović, Finka (Travnik, 30. siječnja 1961.). Pjesnikinja.
- Filipović, Jeronim (Rama, 1688. – Sinj, 10. prosinca 1765.). Pisac.
- Fišić, Ladislav (Grahovik, Travnik, 22. rujna 1937.). Pjesnik, književni kritičar, novinar i prevoditelj.